# Trecia-Kaye Smith
Trecia-Kaye Smith (Westmoreland, 5 de novembro de 1975) é uma ex-atleta jamaicanacampeã mundial do salto triplo. Conquistou a medalha de ouro no Campeonato Mundial de Atletismo de 2005, em Helsinque, Finlândia.